# یوکاری جامباز (چیلدیر)
یوکاری جامباز (به ترکی استانبولی: Yukarıcambaz) یک منطقهٔ مسکونی در ترکیه است که در چیلدیر واقع شده‌است.